# كاترين كاسيدي
كاترين كاسيدي (بالإنجليزية: Catherine Cassidy)‏ هي صحفية وكاتِبة أمريكية، ولدت في 1959.